# أكمية مكسيكية
أكمية مكسيكية (الاسم العلمي: Aechmea mexicana) هو نوع نباتي يتبع جنس الأكمية من فصيلة البروميلية.